# زبان اشاره اوکراینی
زبان اشاره اوکراینی زبان اشاره‌ای است که توسط ناشنوایان و کم شنوایان در اوکراین استفاده می‌شود.